# Team possession
Ten artykuł opisuje zagadnienie koszykarskie zgodne z normami NBA.
Zasady w ligach FIBA, NCAA lub innych mogą różnić się od tutaj przedstawionych.
Team possession (drużynowe posiadanie piłki) – w przepisach gry w koszykówkę NBA pojęcie to definiuje sytuacje, w których dana drużyna jest w posiadaniu piłki.
Uznaje się, że drużyna posiada piłkę, gdy zawodnik tej drużyny:
- trzyma piłkę;
- kozłuje piłkę;
- podaje piłkę[1].

Uznaje się, że drużyna traci posiadanie piłki, gdy:
- drużyna przeciwna zyskuje posiadanie piłki;
- następuje próba rzutu z gry, której skutkiem jest uderzenie piłki o obręcz kosza[1].

Drużyna, która jako pierwsza w meczu zdobyła posiadanie piłki, ma prawo do wprowadzenia piłki do gry z linii końcowej boiska po stronie przeciwnika na rozpoczęciu czwartej kwarty. Drugi zespół będzie mógł wprowadzić piłkę z autu z linii końcowej boiska po stronie swojego przeciwnika na początku drugiej i trzeciej kwarty.